# Csíkos sisakteknős
A csíkos sisakteknős (Pelusios gabonensis) a hüllők (Reptilia) osztályának teknősök (Testudines) rendjébe, ezen belül a sisakteknősfélék (Pelomedusidae) családjába tartozó faj.

## Előfordulása
A csíkos sisakteknős Afrika egyik endemikus teknősfaja. A következő országokban található meg: Angola, Burundi, Egyenlítői-Guinea, Gabon, Ghána, Kamerun, Kongói Köztársaság, Kongói Demokratikus Köztársaság, Tanzánia és Uganda.

### Fordítás
- Ez a szócikk részben vagy egészben  az   African forest turtle című angol Wikipédia-szócikk ezen változatának fordításán alapul.  Az eredeti cikk szerkesztőit annak laptörténete sorolja fel. Ez a jelzés csupán a megfogalmazás eredetét és a szerzői jogokat jelzi, nem szolgál a cikkben szereplő információk forrásmegjelöléseként.